# Save (Straße von Mosambik)
Der Save (sprich: Sa'wie) ist einer der größeren Flüsse in Simbabwe und Mosambik.

## Verlauf
Der Save entspringt etwa 30 km westlich von Hwedza in der Provinz Ostmaschonaland in Simbabwe und fließt durch das Hochland (highveld). Er nimmt das Wasser des Odizi auf und stürzt dann über die Fälle von Chivirira (Shona für „Kochplatz“). Danach fließt er durch die Provinz Manicaland, dort vor den Bergen von Chimanimani vorbei und bildet ab der Birchenough Bridge, hinter der er die Wasser des Devuli aufnimmt, die Grenze zu der Provinz Masvingo. Er fließt in südsüdöstlicher Richtung. An der Grenze zu Mosambik vereinigt er sich im Gonarezhou-Nationalpark mit dem Runde und fließt dann weiter als Rio Save. Ab da knickt er nach Osten ab und bildet für etwa 10 km die Grenze der beiden Staaten. Er mündet schließlich bei Mambone etwa 100 km südlich von Beira in die Straße von Mosambik.

## Hydrometrie
Die Durchflussmenge des Save wurde an der hydrologischen Station Villafrancado Save beim größten Teil des Einzugsgebietes, über die Jahre 1976 bis 1979 gemittelt, gemessen (in m³/s).
- Diagrammdaten:
- Definition |
- Rohdaten |
- Hilfe

## Bewässerungsprojekte
Der Save ist etwa 740 km lang und fließt fast durchweg durch fruchtbares Land. Da er ganzjährig Wasser führt, war er wiederholt die Grundlage von Planungsprojekten, von denen das größte das Save-Limpopo-Projekt darstellt. Es sollten dadurch 100.000 ha Land bewässert werden, vor allem für Zuckerrohrplantagen.